# Danh sách sông và dòng chảy ở Hồng Kông
Hồng Kông có vị trí liền kề với biển nhưng lại không gần với hệ thống các con sông lớn ở miền nam Trung Quốc, mặc dù phần nước ở phía tây Hồng Kông chịu ảnh hưởng của sông Châu Giang. Với 1.103 km² đất liền, lãnh thổ Hồng Kông chủ yếu là đồi núi với hơn 200 hòn đảo. Bởi vì điều này, địa hình có thể duy trì những con sông tương đối ngắn và nhỏ hơn ở Hồng Kông so với miền nam Trung Quốc.
Trong lịch sử, những con sông này từng duy trì thâm canh vì nhu cầu dân số trước thời đại phát triển các thị trấn mới. Nhiều con sông có thể được tìm thấy ở vùng Tân Giới, đặc biệt là ở các khu vực phía bắc của núi Đại Mạo Sơn, nơi trồng lúa và nuôi cá đã từng ở khắp mọi nơi giữa một số hệ thống sông.

## Cửu Long và Tân Cửu Long
| Tên                            | Hình ảnh |
|                                |          |
| Suối Phượng Hoàng (鳳凰溪)     |          |
| Kênh Tá Đôn Cốc (佐敦谷渠)     |          |
| Kênh Khải Đức (啟德渠)         |          |
| Kênh Quan Đường (觀塘渠)       |          |
| Kênh Đông Kinh Nhai (東京街渠) |          |
| Đầm Tào Công (曹公潭)          |          |

## Đảo Hồng Kông
| Tên                              | Hình ảnh |
|                                  |          |
| Kênh Hoàng Trúc Khanh (黃竹坑渠) |          |

## Tân Giới

### Đất liền
| Tên                                      | Hình ảnh |
|                                          |          |
| Kênh Cẩm Tú Hoa Viên Minh (錦繡花園明渠) |          |
| Kênh Hoả Thán (火炭渠)                   |          |
| Kênh Hạ Thôn Minh (廈村明渠)             |          |
| Sông Hào Dũng (蠔涌河)                   |          |
| Sông Cẩm Điền (錦田河)                   |          |
| Giáp Vạn Khanh (夾萬坑)                  |          |
| Cửu Đỗ Khanh (九肚坑)                    |          |
| Sông Quân Địa (軍地河)                   |          |
| Sông Lâm Thôn (林村河)                   |          |
| Lũng Khanh (龍坑)                        |          |
| Sông Mã Niệu (馬尿河)                    |          |
| Sông Ma Hốt (麻笏河)                     |          |
| Sông Nam Dũng (南涌河)                   |          |
| Sông Ngô Đồng (梧桐河)                   |          |
| Sông Bạch Sa Áo (白沙澳河)               |          |
| Sông Bình Nguyên (平原河)                |          |
| Sông Sa Đầu Giác (沙頭角河)              |          |
| Sông Thâm Quyến (深圳河)                 |          |
| Sông Sơn Bối (山貝河)                    |          |
| Sông Xã Sơn (社山河)                     |          |
| Sông Thạch Thượng (石上河)               |          |
| Sông Song Ngư (雙魚河)                   |          |
| Sông Thành Môn (城門河)                  |          |
| Kênh Tiểu Lịch Nguyên (小瀝源渠)         |          |
| Đại Lãm Dũng (大欖涌)                    |          |
| Suối Đại Bộ Khiếu (大埔滘溪)             |          |
| Sông Đại Bộ (大埔河)                     |          |
| Khe suối Đại Thành Đạn (大城石澗)        |          |
| Đại Thủy Khanh (大水坑)                  |          |
| Sông Đan Sơn (丹山河)                    |          |
| Kênh Thiên Thủy Vy (天水圍渠)            |          |
| Sông Đồn Môn (屯門河)                    |          |
| Đông Loan Khanh (東灣坑)                 |          |
| Hoàng Trúc Dũng (黃竹涌)                 |          |
| Kênh Nguyên Lãng (元朗渠)                |          |

### Đại Tự Sơn
| Tên                       | Hình ảnh |
|                           |          |
| Sông Ngân (銀河)          |          |
| Đại Áo Dũng (大澳涌)      |          |
| Sông Đông Dũng (東涌河)   |          |
| Hoàng Lũng Khanh (黃龍坑) |          |